# Arén
Arén è un comune spagnolo di 366 abitanti situato nella comunità autonoma dell'Aragona.
È un paese di tipico aspetto medievale con degli edifici pregevoli dell'epoca, fra cui alcune case residenziali, come quelle di El Chico o El Santo. La chiesa parrocchiale, dedicata a San Martino è in stile tardo-barocco (XVIII secolo) e colpisce per le sue ampie dimensioni.
Appartiene a una subregione denominata Frangia d'Aragona. Lingua d'uso, è, insieme allo spagnolo, il ribagorzano (ribagorzà), una varietà occidentale del catalano con chiare influenze sia del castigliano che dell'aragonese.